# مدمرو الخرافات
مدمرو الخرافات (بالإنجليزية: MythBusters)‏ هو برنامج تلفزيوني علمي تبثه قنوات شبكة ديسكفري باللغة الإنجليزية من تقديم آدم سافاج وجيمي هاينمن وآخرون. يقوم البرنامج على استخدام المنهج العلمي لاختبار صحة الشائعات والأخبار المتداولة بالتجربة بدأ بثه عام 2004 وصدرت منه 250 حلقة حتى الآن ويعتبر ثاني أقدم برنامج بعد برنامج كيف تصنع الأشياء وترجم لعدة لغات منها العربية. منتجا البرنامج ومقدماه آدم سافاج وجيمي هاينمان متخصصان في المؤثرات الخاصة وعملا بهوليود ل30 عاما .
تلقى البرنامج ومؤدياه استحسانا كبيرا من النقاد وقد استقبلهما الرئيس الأمريكي باراك اوباما في البيت الأبيض عام 2010
في السادس من مارس، 2016 اذيعت الحلقة الاخيرة من البرنامج

## روابط خارجية
- مدمرو الخرافات على موقع IMDb (الإنجليزية)
- مدمرو الخرافات على موقع ميتاكريتيك (الإنجليزية)
- مدمرو الخرافات على موقع نتفليكس (الإنجليزية)
- مدمرو الخرافات على موقع ميوزك برينز (الإنجليزية)
- مدمرو الخرافات على موقع أول موفي (الإنجليزية)
- مدمرو الخرافات على موقع ليتربوكسد (الإنجليزية)
- مدمرو الخرافات على موقع كينوبويسك (الروسية)
- مدمرو الخرافات على موقع قاعدة بيانات الفيلم (الإنجليزية)